# 四国厚生支局
四国厚生支局（しこくこうせいしきょく）は、高松市にある厚生労働省の地方支分部局。四国地方（徳島県、香川県、愛媛県、高知県）を管轄している。

## 組織
- 職員数：98人（2018年4月1日時点）
- 予算：3億0100万円（2005年度）

組織図
- 総務管理官
  - 総務課
  - 企画調整課
  - 年金管理課
  - 健康福祉課
  - 保険年金課
- 指導総括管理官
  - 管理課
  - 医療課
  - 調査課
  - 指導監査課（香川県を管轄）
  - 徳島事務所（9人）
    - 審査課
    - 指導課

  - 愛媛事務所（11人）
    - 審査課
    - 指導課

  - 高知事務所（8人）
    - 審査課
    - 指導課
- 麻薬取締部
  - 調査総務課
  - 捜査課
  - 主任情報官
  - 指定薬物専門官
  - 鑑定官
- 社会保険審査官

高松サンポート合同庁舎の北館では1フロアしか割り当てられていないため、同庁舎には入りきらず、一部の部署は隣接する高松シンボルタワーの9・10階にあったが、2024年9月17日に南館5階に移転した。